# Karkowo (przystanek kolejowy)
Karkowo – zlikwidowany przystanek kolei wąskotorowej (Kołobrzeska Kolej Wąskotorowa) w Karkowie, w województwie zachodniopomorskim, w Polsce.